# Santa Comba (kommun)
Santa Comba är en kommun i Spanien. Den ligger i provinsen A Coruña i den autonoma regionen Galicien i nordvästra delen av landet, 500 km väster om huvudstaden Madrid. Antalet invånare är 9 319 (2024). Arean är 203,70 kvadratkilometer.